# Link (Kommunikationstechnik)
Ein Link (deutsch „Verbindung“) ist in der Kommunikationstechnik der Anglizismus für eine Verbindung zwischen dem Absender und Empfänger von digitalen Daten (Informationen und Nachrichten).

## Allgemeines
Ein Link stellt die Verbindung zwischen Computern, elektronischen Dokumenten, Computerprogrammen oder Webseiten her. Sie ist jenes Element, das Verzweigungen und Verknüpfungen verbindet, wobei es gleichgültig ist, ob dabei ein Prozess durchlaufen wird oder nicht. Formal identifiziert und lokalisiert der Uniform Resource Locator (URL) einen vorgegebenen Link.

## Arten
Je nach der Richtung des Datenflusses unterscheidet man einerseits zwischen dem Downlink und dem Uplink und andererseits dem Hyperlink.
- Uplink (deutsch „Verbindung herauf“) ist in der Telekommunikation der Anglizismus für eine Nachrichtenverbindung, deren Datenfluss vom Endgerät in Richtung Telekommunikationsnetz verläuft.
- Downlink (deutsch „Verbindung hinab“) ist in der Telekommunikation der Anglizismus für eine Nachrichtenverbindung, deren Datenfluss vom Telekommunikationsnetz in Richtung Endgerät verläuft.
- Der Hyperlink (deutsch „Überverknüpfung“) ist ein Querverweis in einem Hypertext, der funktional durch einen Mausklick einen Sprung zu einem anderen elektronischen Dokument oder an eine andere Stelle innerhalb einer Webseite ermöglicht.[3]

Im Rahmen der Netzwerktechnik handelt es sich bei diesen Links um Knoten, die zu anderen Informationseinheiten in Beziehung stehen. Diese Verknüpfungen entsprechen integrierten Hinweis- oder Sprungmarken, die entweder auf in derselben oder in anderen Seiten verankerte Informationsknoten (englisch anchors) verweisen.
Ein Interlink (englisch interlink, „miteinander verbinden“) ist die Verknüpfung von Daten innerhalb einer Datenbank oder einer Webseite oder die Verknüpfung mit externen Datenbanken oder Webseiten. Sind in einem Netzwerk Switches durch Links miteinander verbunden, werden diese auch Interlinks genannt.
Als Permalink (Kofferwort aus permanent und Hyperlink) wird eine dauerhafte und eindeutige Kennung in Form einer URL bezeichnet. Das Link Control Protocol (LCP) wird verwendet, um eine Datenverbindung bei einer Point-to-Point Protocol (PPP)-Verbindung zu konfigurieren, aufzubauen und zu prüfen.

## Satellitentechnik
Die Verbindung von der Bodenstation zum Satelliten kann durch Einwegeverbindung (englisch one-way-link) oder Zweiwegeverbindung (englisch two-way-link) hergestellt werden. Dabei erfolgt bei der Einwegeverbindung der Downlink von der Sonde zur Bodenstation auf dem X-Band, bei der Zweiwegeverbindung findet der Uplink von der Bodenstation zur Sonde auf dem X-Band und der Downlink auf dem S-Band und dem X-Band statt.

## Militär
Ein Link ist speziell in der militärischen Kommunikationstechnik eine automatisierte Inter-Rechner-Verbindung. In der NATO ist es eine gebräuchliche Bezeichnung für Kommunikationsstandards (z. B. Link 11, Link 16).